# Vîsoke, Ohtîrka
Vîsoke (în ucraineană Високе) este localitatea de reședință a comunei Vîsoke din raionul Ohtîrka, regiunea Sumî, Ucraina.

## Demografie
Componența lingvistică a localității Vîsoke
     Ucraineană (95,88%)
     Rusă (4,12%)
Conform recensământului din 2001, majoritatea populației localității Vîsoke era vorbitoare de ucraineană (95,88%), existând în minoritate și vorbitori de rusă (4,12%).